# Collettore di Bussard

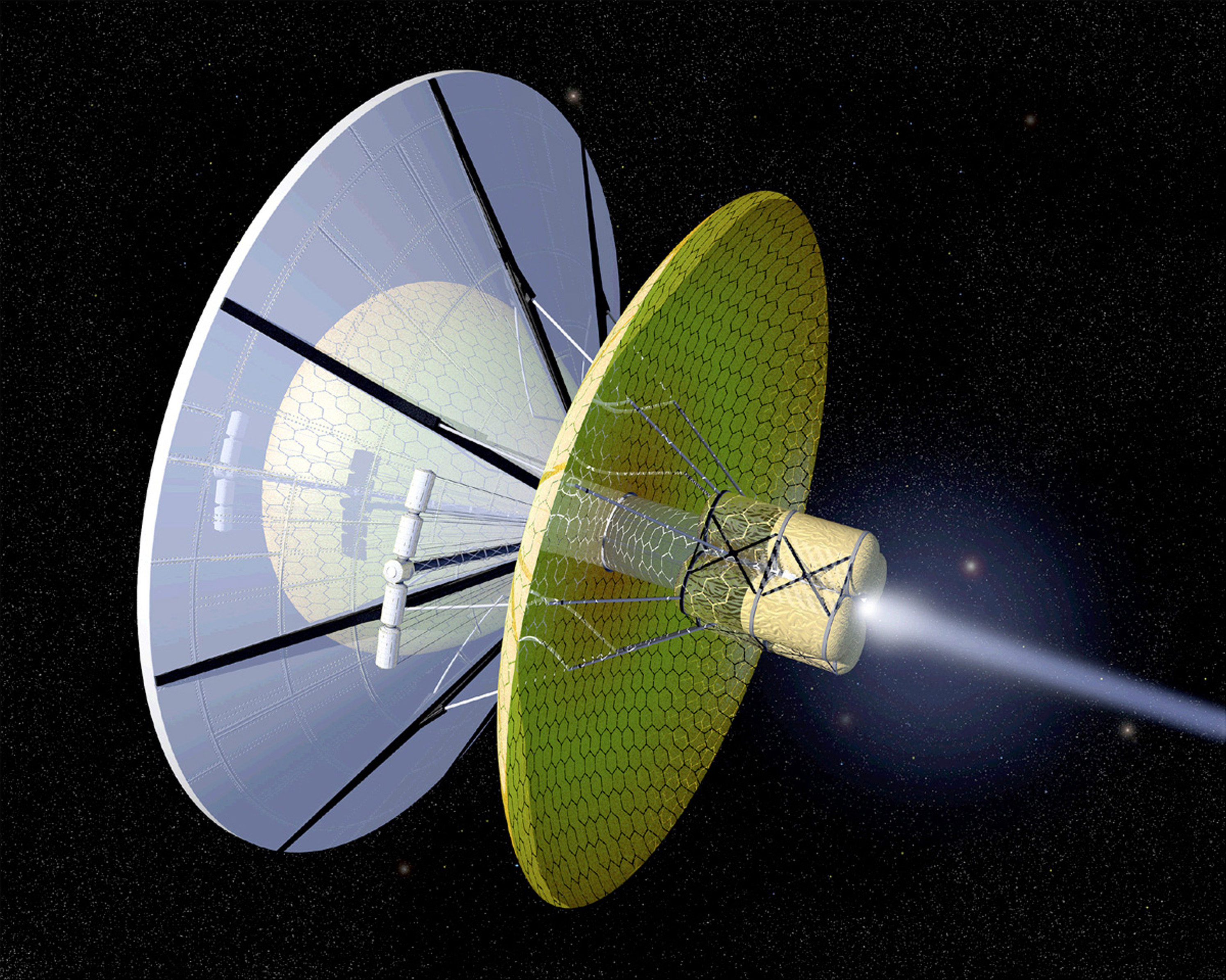
Rappresentazione d'artista del collettore di Bussard. Il cuore di un collettore di questo tipo - un campo magnetico dall'ampiezza di chilometri - è invisibile.

Il collettore di Bussard è un metodo teorico di propulsione spaziale che usa l'idrogeno del mezzo interstellare come combustibile, proposto nel 1960 dal fisico Robert W. Bussard (1928-2007).
In pratica usa un potente campo magnetico come statoreattore per raccogliere l'idrogeno destinato ad alimentare la reazione di fusione nucleare che produce l'energia per spingere il razzo.
È stato reso popolare dagli scrittori di fantascienza Larry Niven nel suo Ciclo dello Spazio conosciuto e Poul Anderson nel suo romanzo Tau Zero, e vi ha fatto riferimento Carl Sagan nel programma televisivo Cosmos. È anche presente nella immaginaria tecnologia delle navi stellari del franchise Star Trek.

## Nelle opere di fantasia

### Star Trek
Nell'universo fantascientifico di Star Trek il collettore Bussard viene utilizzato dalle navi stellari per raccogliere deuterio, il quale viene utilizzato per alimentare sia i reattori a fusione dei propulsori sia per innescare la reazione materia/antimateria all'interno del nucleo di curvatura. Sulle navi della Flotta Stellare i collettori Bussard sono situati nella parte anteriore della gondola e sono caratterizzati da un tipico colore rosso brillante.
L'Enterprise D utilizza in un'occasione i collettori Bussard per "sparare" deuterio ad una nave incagliata in un'anomalia spaziale. Nel film Star Trek: L'insurrezione (1998), durante una battaglia intrapresa con delle navi son'a nell'area dello spazio denominata "Macchia di Rovi", l'Enterprise E utilizza i collettori Bussard per immagazzinare gas metreon (una sostanza volatile pericolosa in quanto estremamente esplosiva).